# Besleria conspecta
Besleria conspecta är en tvåhjärtbladig växtart som beskrevs av Conrad Vernon Morton. Besleria conspecta ingår i släktet Besleria och familjen Gesneriaceae. Inga underarter finns listade i Catalogue of Life.